# Chapelle de Boondael à Ixelles
La chapelle de Boondael (en néerlandais : Kapel van Boondaal) est un ancien édifice religieux catholique sis sur le square du Vieux Tilleul à Ixelles (Bruxelles). Succédant à deux chapelles antérieures ce troisième édifice fut construit au XIXe siècle. Aujourd’hui désacralisée la chapelle est utilisée pour des activités artistiques et culturelles.

## Histoire
En 1463 Guillaume de Hulstbosch (1434-1485), fermier à Boondael, un hameau su sud de la ville de Bruxelles, fait construire une chapelle qui puisse servir de lieu de culte aux villageois. Dix ans plus tard (1474) elle est déjà agrandie. À la fin du même siècle elle passe entre les mains de la corporation des arquebusiers, l’endroit étant souvent rendez-vous de chasseurs venant de Bruxelles.  
Durant le XVIe siècle la chapelle est par deux fois vandalisée durant les guerres de religion. Chaque fois elle est restaurée. En 1658 elle est agrandie.
En 1842 la chapelle, probablement dédiée à saint Adrien, est entièrement reconstruite par Pierre Vandenbranden.  Elle est église paroissiale du hameau de Boondael qui continue à s’élargir.  Elle le restera jusqu'en 1941 lorsque la construction de la nouvelle église paroissiale Saint-Adrien, située un peu plus au nord, est achevée. 
La chapelle est alors désacralisée et sa propriété passe au département culturel de la commune d’Ixelles (Bruxelles).  Elle est utilisée comme salle de concerts et d’expositions. 

## Patrimoine
- Les retables de Saint-Adrien et Saint-Christophe, datant du XVe siècle, appartenaient au serment [corporation militaire] des arquebusiers. Ils se trouvent aujourd’hui dans l’église Saint-Adrien qui a pris la succession de la chapelle de Boondael.